# Salouël
Salouël és un municipi francès situat al departament del Somme i a la regió dels Alts de França. L'any 2007 tenia 4.363 habitants.

## Demografia

### Població
El 2007 la població de fet de Salouël era de 4.363 persones. Hi havia 1.109 famílies de les quals 206 eren unipersonals (43 homes vivint sols i 163 dones vivint soles), 392 parelles sense fills, 444 parelles amb fills i 67 famílies monoparentals amb fills.
La població ha evolucionat segons el següent gràfic:
Habitants censats

### Habitatges

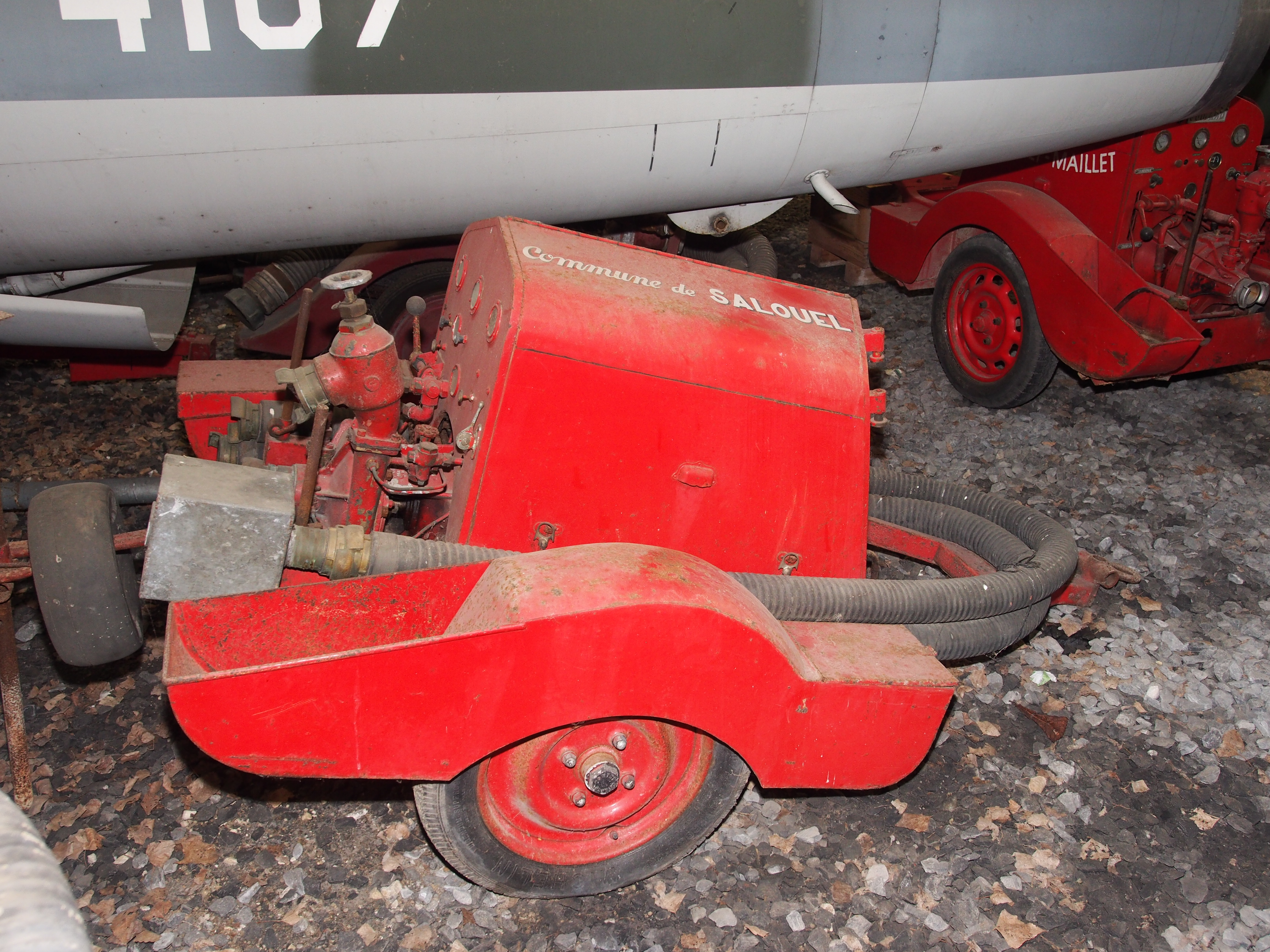

El 2007 hi havia 1.183 habitatges, 1.146 eren l'habitatge principal de la família, 5 eren segones residències i 31 estaven desocupats. 1.034 eren cases i 142 eren apartaments. Dels 1.146 habitatges principals, 767 estaven ocupats pels seus propietaris, 340 estaven llogats i ocupats pels llogaters i 39 estaven cedits a títol gratuït; 53 tenien una cambra, 67 en tenien dues, 110 en tenien tres, 213 en tenien quatre i 703 en tenien cinc o més. 909 habitatges disposaven pel capbaix d'una plaça de pàrquing. A 480 habitatges hi havia un automòbil i a 592 n'hi havia dos o més.

### Piràmide de població
La piràmide de població per edats i sexe el 2009 era:
| Homes | Edats   | Dones |
| ----- | ------- | ----- |
| 0     | 95 o +  | 0     |
| 0     | 90 a 94 | 4     |
| 0     | 85 a 89 | 12    |
| 0     | 80 a 84 | 24    |
| 20    | 75 a 79 | 24    |
| 28    | 70 a 74 | 36    |
| 52    | 65 a 69 | 32    |
| 56    | 60 a 64 | 68    |
| 80    | 55 a 59 | 60    |
| 100   | 50 a 54 | 132   |
| 96    | 45 a 49 | 144   |
| 120   | 40 a 44 | 116   |
| 96    | 35 a 39 | 84    |
| 124   | 30 a 34 | 76    |
| 132   | 25 a 29 | 184   |
| 504   | 20 a 24 | 764   |
| 204   | 15 a 19 | 292   |
| 140   | 10 a 14 | 92    |
| 100   | 5 a 9   | 44    |
| 52    | 0 a 4   | 40    |

## Economia
El 2007 la població en edat de treballar era de 3.417 persones, 1.546 eren actives i 1.871 eren inactives. De les 1.546 persones actives 1.437 estaven ocupades (743 homes i 694 dones) i 109 estaven aturades (55 homes i 54 dones). De les 1.871 persones inactives 193 estaven jubilades, 1.526 estaven estudiant i 152 estaven classificades com a «altres inactius».

### Ingressos
El 2009 a Salouël hi havia 1.227 unitats fiscals que integraven 3.093,5 persones, la mediana anual d'ingressos fiscals per persona era de 23.279 €.

### Activitats econòmiques
Dels 121 establiments que hi havia el 2007, 1 era d'una empresa alimentària, 2 d'empreses de fabricació de material elèctric, 2 d'empreses de fabricació d'altres productes industrials, 12 d'empreses de construcció, 21 d'empreses de comerç i reparació d'automòbils, 2 d'empreses de transport, 3 d'empreses d'hostatgeria i restauració, 3 d'empreses d'informació i comunicació, 3 d'empreses financeres, 10 d'empreses immobiliàries, 16 d'empreses de serveis, 37 d'entitats de l'administració pública i 9 d'empreses classificades com a «altres activitats de serveis».
Dels 21 establiments de servei als particulars que hi havia el 2009, 1 era una oficina bancària, 2 funeràries, 2 tallers de reparació d'automòbils i de material agrícola, 1 paleta, 1 guixaire pintor, 1 fusteria, 1 lampisteria, 1 electricista, 3 perruqueries, 3 veterinaris, 2 restaurants, 2 agències immobiliàries i 1 tintoreria.
Dels 12 establiments comercials que hi havia el 2009, 2 eren supermercats, 1 una botiga de més de 120 m², 1 una botiga de menys de 120 m², 1 una fleca, 1 una botiga de congelats, 1 una peixateria, 1 una botiga de roba, 1 una botiga d'electrodomèstics, 1 una botiga de mobles i 2 floristeries.
L'any 2000 a Salouël hi havia 7 explotacions agrícoles.

## Equipaments sanitaris i escolars
El 2009 hi havia 2 farmàcies i 1 ambulància.
El 2009 hi havia una escola elemental.
Salouël disposava d'un centre de formació no universitària superior de formació sanitària.

## Poblacions més properes
El següent diagrama mostra les poblacions més properes.